# Methode van Strachey
De methode van Strachey is een methode om een magisch vierkant te maken, als de orde van het magisch vierkant even is en geen viervoud is. De orde van het magisch vierkant is het aantal vierkantjes aan een zijde.
Een magisch vierkant met de methode van Strachey maken gebeurt in twee fasen.
- Deel 1
In het eerste deel wordt het magisch vierkant in vier kleinere vierkanten verdeeld. In het vierkant linksboven wordt een normaal magisch vierkant gemaakt. Dit kleinere vierkant heeft oneven orde en is dus eenvoudig te maken. In het vierkant rechtsonder maakt men hetzelfde vierkant maar daarin wordt elk getal verhoogd met ¼ N² waarbij N de orde is. In het vierkant rechtsboven worden de getallen met ½ N² verhoogd en in het vierkant linksonder met ¾ N². Het resultaat bij een 6×6 vierkant zou kunnen zijn:

| 8  | 1  | 6  | 26 | 19 | 24 |
| 3  | 5  | 7  | 21 | 23 | 25 |
| 4  | 9  | 2  | 22 | 27 | 20 |
| 35 | 28 | 33 | 17 | 10 | 15 |
| 30 | 32 | 34 | 12 | 14 | 16 |
| 31 | 36 | 29 | 13 | 18 | 11 |

- Deel 2
Deel de orde van het vierkant door 4 en rond af op helen naar beneden. Het getal dat daaruit komt is een aantal kolommen links om te selecteren. Het aantal kolommen dat rechts wordt geselecteerd is één minder dan links. Het vierkant wordt in een boven- en een onderhelft verdeeld. Van de links geselecteerde kolommen laat men de middelste rij van de boven- en onderhelft één hokje naar rechts inspringen. In het bovengegeven voorbeeld zijn er dus de volgende vierkantjes geselecteerd (zijn gearceerd):

| 8  | 1  | 6  | 26 | 19 | 24 |
| 3  | 5  | 7  | 21 | 23 | 25 |
| 4  | 9  | 2  | 22 | 27 | 20 |
| 35 | 28 | 33 | 17 | 10 | 15 |
| 30 | 32 | 34 | 12 | 14 | 16 |
| 31 | 36 | 29 | 13 | 18 | 11 |

De geselecteerde getallen uit de kolommen boven en onder worden vervolgens symmetrisch met elkaar verwisseld. Nu is er een magisch vierkant.
| 35 | 1  | 6  | 26 | 19 | 24 |
| 3  | 32 | 7  | 21 | 23 | 25 |
| 31 | 9  | 2  | 22 | 27 | 20 |
| 8  | 28 | 33 | 17 | 10 | 15 |
| 30 | 5  | 34 | 12 | 14 | 16 |
| 4  | 36 | 29 | 13 | 18 | 11 |